# Pablo Paredes Lapeña
Pablo Paredes Lapeña, más conocido como Pablo Paredes, (Guecho, 5 de marzo de 1995) es un jugador de balonmano español que juega de lateral izquierdo en el BM Torrelavega. Ha sido internacional con la selección de balonmano de España junior.

Con la selección junior ganó la medalla de bronce en el Campeonato Europeo de Balonmano Masculino Junior de 2014.

## Carrera deportiva
Pablo Paredes comenzó su carrera deportiva en el C.D. URDANETA, equipo del colegio en el que estudiaba, en categoría  Primera Nacional. Al finalizar sus estudios, fichó por el  Balonmano Barakaldo de la División de Honor Plata, club que abandonó en 2014, tras el Campeonato Europeo de Balonmano Masculino Junior de 2014, para fichar por el Juanfersa Gijón que jugaba en la Liga Asobal. Tras realizar una gran temporada en Gijón en donde jugó 29 partidos y marcó 81 goles, y el descenso de su club quiso quedarse en la Liga Asobal. Una cláusula complicó su salida y estuvo a punto de dejar el balonmano para dedicarse exclusivamente a estudiar para sacarse la carrera de ingeniería industrial. Finalmente fichó por el Go Fit Santander. En su primera temporada jugó 29 partidos y marcó 116 goles siendo uno de los jugadores imprescindibles en la salvación del equipo cántabro en la máxima categoría. En su segunda y última temporada jugó los 30 partidos de la competición, en los que marcó 145 goles, siendo el séptimo máximo goleador del torneo. Sin embargo, en esa temporada el Go Fit descendió.
Tras el descenso del club cántabro fichó por el Club Balonmano Ciudad de Logroño.

## Clubes
- BM Barakaldo ( -2014)
- Juanfersa Gijón (2014-2015)
- Go Fit Santander (2015-2017)
- Club Balonmano Ciudad de Logroño (2017-2018)
- Quabit Guadalajara (2018-2021)
- US Créteil HB (2021-2023)[7]
- BM Torrelavega (2023-Act.)